# Авик, Генрих Рудольфович
Ге́нрих Рудо́льфович А́вик (род. 16 декабря 1936, Ленинград) — российский валторнист и музыкальный педагог. Заслуженный работник культуры Российской Федерации (1996).
Окончил Ленинградскую консерваторию. С 1962 года ведёт класс валторны в Ленинградском Дворце пионеров (ныне Санкт-Петербургский городской дворец творчества юных), с 1978 года также возглавляет симфонический оркестр Дворца. Одновременно с 1985 г. — преподаватель специальной музыкальной школы при Ленинградской консерватории.
Среди учеников Авика — ряд профессиональных валторнистов, в том числе лауреат Международного, Всесоюзного и Всероссийского конкурсов Иван Гроховский, лауреат Международного конкурса, артист ЗКР АСО Санкт-Петербургской филармонии Игорь Карзов, лауреат Первого Всероссийского конкурса исполнителей на медных музыкальных инструментах Максим Семёнов, лауреат Первого Международного конкурса молодых исполнителей, солист оркестра Мариинского театра Станислав Авик.

Заметные педагогические достижения Генриха Авика отмечал его коллега по Дворцу пионеров заслуженный артист России Владимир Бадулин: 
Его педагогические успехи поразительны. В классе Авика во Дворце пионеров обучаются игре на валторне ученики общеобразовательных школ, некоторые из них, минуя среднее звено музыкального образования, успешно выдерживают экзамен в консерваторию.
26 апреля 2006 года удостоен Благодарности Законодательного Собрания Санкт-Петербурга за существенный личный вклад в культурное развитие Санкт-Петербурга и за большую работу по гражданскому и патриотическому воспитанию детей и подростков.